# Кунецкая, Людмила Ивановна
Людми́ла Ива́новна Куне́цкая (29 апреля 1929, Москва — 26 июня 2014) — русский советский публицист, музейный работник. Заслуженный работник культуры РСФСР (1974), Лауреат премии Ленинского комсомола. Автор различных книг о Н. К. Крупской и М. И. Ульяновой, Московском Кремле.
Окончила МГУ.
Лектор-экскурсовод, старший научный сотрудник, впоследствии заместитель директора музея «Кабинет и квартира В. И. Ленина в Кремле». Работала в музее со дня его основания в 1955 году. Ведущая телеэкскурсии «Учиться у Ленина». Участвовала как автор при составлении пластинок фирмы «Мелодия» о Ленинских местах Кремля и жизни Ленина.
Печаталась с 1957 года.